# スカイ・テリア

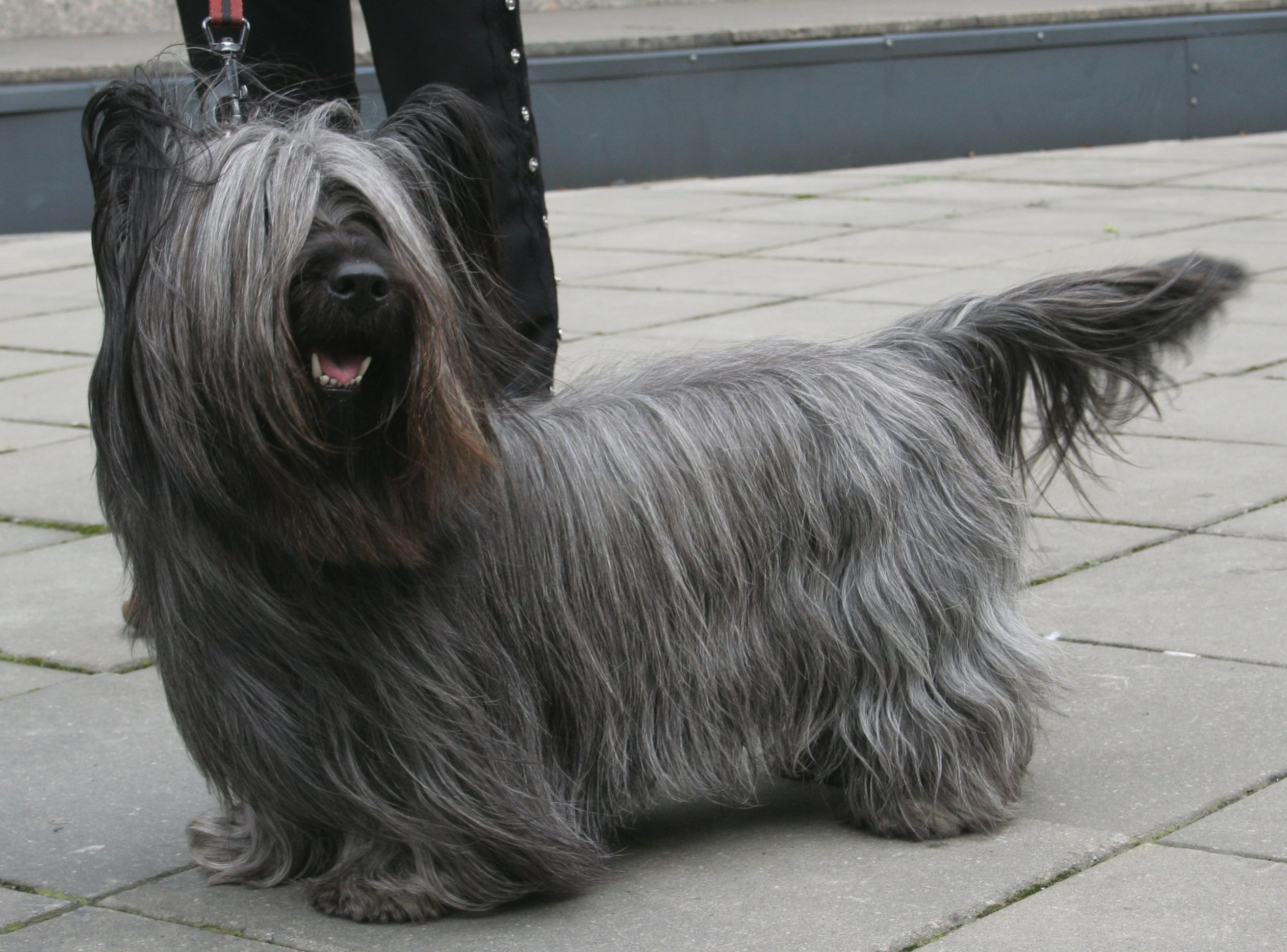
スカイ・テリア

スカイ・テリア（英：Skye Terrier）とは、イギリスのスコットランドのスカイ島原産のテリア犬種の一種である。スコットランド版の忠犬ハチ公であるグレーフライアーズ・ボビーもこの犬種である。

## 歴史
魔女と魔法の島として有名なスカイ島原産であるが、生い立ちはよく分かっていない。アナグマや野ウサギを捕らえる、地中猟犬として使われていた。それが後に特徴のある容姿のため、ショードッグとして好まれ、イギリス国内に知られるようになる。又、この犬種を更に著名なものにしたものはグレーフライアーズ・ボビーという犬である。この犬は主人の死後、14年間もの間ずっと主人の墓守を続け、いくら追い払われても戻ってきて離れない忠犬として知られている。彼の死後、スカイ・テリアの人気が過熱し、1870年代はこれの変種であるクライズデール・テリアも作出されたが、スカイ種は人気を保ち続け、最終的には打ち勝ってクライズデール種は絶滅した。

## 特徴

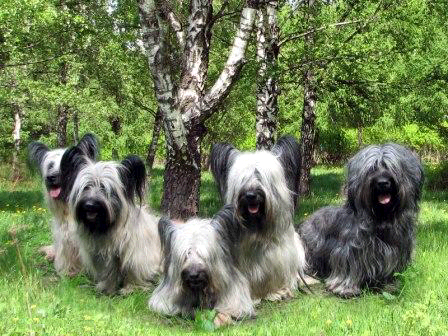

硬いロングコートが印象的な犬種である。この美しい被毛はヨークシャー・テリアの作出の際にも取り入れられてお墨付きである。毛色はスチール・ブルー、ブルー、ブラック、シルバーなど。耳は立ち耳と垂れ耳の2タイプがあり（立ち耳の方が人気は高い）、尾はサーベル形の垂れ尾である。耳・尾も長い飾り毛で覆われている。目もロングコートでかぶってほとんど見えないが、目の周辺をカットする事もある。マズルは中くらいの長さで、胴長短足。体高は雄26cm前後、雌24cm前後で体重は8.5～10.5kgの小型犬。性格は少々頑固で警戒心が強いが、心を許すと友好的で陽気である。胃腸を痛めやすいため、硬いドッグフードを一気に食べさせると危険である。運動量はそれほど多くないため、都会でも飼育が可能である。

## 飼育状況
スカイ・テリアは世界的に人気のある犬種であった。
しかし、イギリスで2016年に登録された新生子は28匹で、全世界でも3000匹程度（イギリスでも600～800匹）しか飼育されておらず、英国原産種でありながら絶滅も危惧される状況となっている。
日本でも珍しい犬種で、年間国内登録は未登録と一ケタ台を毎年行ったりきたりしている。